# 겐지 (오버워치)
시마다 겐지(일본어: 島田源氏)는 블리자드 엔터테인먼트사의 2016년작 게임 오버워치에 등장하는 게임 캐릭터이다. 겐지의 목소리는 한국어판은 김혜성, 영어판은 가쿠 스페이스가 담당하였다. 한조의 동생이며 그는 오버워치의 산하 부대 블랙워치 소속이었지만 오버워치가 해체되면서 블랙워치도 해체되자 본인의 정체성을 찾고자 여행을 떠났다.

## 같이 보기
- 오버워치
- 오버워치의 등장인물